# Дневник афганской войны
«Дневник Афганской войны» (англ. Afghan War Diary) — политическое досье, представленное совокупностью секретных материалов Пентагона в ходе военной кампании США 2004—2009 годов и опубликованное интернет-ресурсом Wikileaks 26 июля 2010 года. Оно состоит из 75 тысяч документов времён войны, включающих подробную информацию о боевых операциях, терактах, несчастных случаях, сопутствовавших ведению военных действий. Конфиденциальные сведения, содержащиеся в них, позволяют изнутри оценить масштабы тактической несогласованности, предательств и преступлений, которые потрясли мировую общественность и стали главной сенсацией своего времени.

## Авторы сайта и история создания
Авторы сайта WikiLeaks — бывший австралийский хакер Джулиан Ассанж совместно со своими единомышленниками-журналистами создали свой интернет-ресурс в конце 2006 года. Предполагалось сделать достоянием американской и мировой общественности противозаконные манипуляции государственных структур, скрываемые от абсолютного большинства населения. В целях обеспечения безопасности использовались методы анонимности, шифрования, самокопирования, вследствие чего резко затруднялась возможность удаления информации.
В 2007 году в интернете появились первые материалы WikiLeaks, касающиеся злоупотреблений интендантской службы американских вооружённых сил в Афганистане. Это вызвало волну возмущения армейских структур США, почувствовавших угрозу со стороны интернет-разоблачителей. Опасения Пентагона оказались ненапрасными.
В июле 2010 года сайт WikiLeaks взорвал информационную бомбу, обнародовав в интернете «Дневник Афганской войны». Этой публикации предшествовала совместная работа по подготовке материалов с крупнейшими мировыми газетами стран афганской коалиции (США, Германия, Великобритания). В результате документы, компрометирующие ведение войны в Афганистане, появились одновременно на сайтах газет The New York Times, The Guardian, Der Spiegel.

## Значимость разоблачений Wikileaks
Представленные материалы приводят к выводам о массовых нарушениях, допущенных в ходе боевых действий в Афганистане, последствия которых крайне отрицательно отразились на общей обстановке в регионе. Публикации WikiLeaks повлияли на отношение мировой общественности к оценке справедливости боевых операций против какого-либо государства или народа. 
Информация WikiLeaks привела к ряду негативных событий, так как содержала в себе данные о нескольких сотнях тайных агентов, помогавших коалиции в борьбе с Талибаном. Воспользовавшись «подаренными» сведениями, талибы расправились с неугодными. Пентагон крайне резко отозвался о деятельности Ассанжа, обвинив его в пособничестве международному терроризму.

## Содержание документов
Разоблачительная картина ведения Афганской войны США в составе коалиции представлена на страницах свидетельств, включающих почти 92 тысячи эпизодов. Каждое событие, освещенное документально, связано либо с ходом боевых действий, либо с несчастными случаями. Отличительной чертой приводимых материалов является высокая детализация описываемых инцидентов с указанием времени, места, перечнем участников, количеством убитых и раненых с каждой стороны. По свидетельству информационной службы BBC, публикации сопровождаются комментариями авторов докладов, служебных записок и рапортов военнослужащих.

### Жертвы войны
Одним из выводов журналистов явился тезис о явной заниженности масштабов жертв среди гражданского населения в СМИ. Газета The Guardian насчитала 144 случая нападений коалиционных войск на мирных жителей Афганистана. Количество погибших при этом исчислялось сотнями. Рассматривая 300 ключевых эпизодов, ранжированных сотрудниками газеты по категориям, авторы выделяют значительную долю нападений (до 40 %), приходящуюся на невоенизированных граждан. Особая роль в непредвиденных потерях отводится авиаударам. Существенное место среди случаев гибели мирных жителей занимает ошибочная идентификация простых граждан с террористами-смертниками. Согласно фактам, приводимым в газете The Guardian, число убитых составило более 180 человек, а количество раненых превысило 170. Внешний вид и стиль поведения афганского населения зачастую воспринимается солдатами коалиции как признаки воинственности и недружелюбия, что приводит к конфликтным ситуациям, а иногда и к вооруженному столкновению. В этом случае жертв, по свидетельству WikiLeaks, не избежать. Характерным примером военных ошибок, вылившихся в преступления, явился обстрел автобуса французскими войсками в 2008 году, в результате которого пострадало 8 детей.

### Захват боевиков
В ходе расследования сотрудниками Wikileaks установлен ряд эпизодов неудачных и слабо скоординированных тактических манёвров спецподразделений «Дельта» по захвату и пленению лидеров боевиков Талибана. Рассматриваются случаи провала и крайне неэффективных действий Оперативной группы 373 (англ. Task Force 373) на юго-востоке Афганистана, не сумевшей, по данным The New York Times, выполнить боевую задачу. Вместо поимки боевиков солдаты данного подразделения предпочитали расправу на месте, в результате чего погибли мирные жители. Наибольшего внимания заслуживает операция, осуществленная в 2007 году, по захвату регионального предводителя талибов, укрывшегося в медресе. Итогом операции стали, в том числе, семеро детей и шесть боевиков, погибших в результате ракетного обстрела. Главный объект захвата при этом исчез.

### Спецслужбы Ирана и Пакистана на стороне талибов
По данным 180 документов «дневников» спецслужбы Ирана и Пакистана способствуют деятельности талибов, делясь разведданными и инструктируя их по подготовке терактов. Американская, британская и немецкая пресса в лице ведущих газет проливают свет на весьма сомнительные действия иранского и пакистанского руководства в отношении помощи коалиции. Так американская ежедневная газета The New York Times отмечает явно прослеживающуюся симпатию в руководстве Пакистана по отношению к талибам вплоть до прямой поддержки и непосредственного участия.

### Недостоверность информации
На многочисленных примерах сайт Wikileaks иллюстрирует факты слабой работы разведки коалиционных войск в Афганистане, донесения которой изобилуют недостоверной информацией. Об этом же свидетельствует газета The Guardian, оценившая ряд документов, предоставленных разведкой как «неумело отобранные» и даже как «сфабрикованные». Наиболее одиозным по недостоверности выглядит донесение о целях талибов, якобы намеревавшихся отравить продукты питания.

### Орудие талибов
Создатели Wikileaks на основе анализа оперативных данных о действиях Талибана против войск коалиции пришли к выводу об абсолютном предпочтении боевиками взрывных диверсий (16 тысяч эпизодов). Частота использования взрывчатки при минировании объектов и подрыва смертников возрастает с каждым годом. В частности число подрывов возросло с 308 за 2004 год до 7155 за 2009 год.

## Критика
Существует устойчивое мнение в общественных кругах о политическом заказе данного досье. Предполагается, что часть документов является фальсифицированными, ряд подлинных — умышленно замалчивается. При анализе представленных документов создаётся впечатление, что они подобраны в заранее составленном порядке и в совокупности должны опорочить правительственные структуры Афганистана и Пакистана, показав всю неприглядность различных сторон их деятельности. Пресс-секретарь Белого дома Шон Спайсер заявил о беспрецедентном ущербе, нанесенном США противозаконными действиями WikiLeaks, «ослабившими и подорвавшими национальную безопасность».
В ноябре 2010 года Ассанж обратился с предложением к США о снятии ряда документов и приведении их в режим секретности в обмен на снисхождение к нему американских органов юстиции. Получив отказ в посольстве Эквадора в Лондоне, он заблокировал возможность проведения следственных мероприятий и сделал крайне затруднительным дальнейший ход анализа подлинности опубликованных документов и источников информации. На сегодняшний день сложно полностью доверять «Афганскому дневнику», при рассмотрении которого может[уточнить] сложиться мнение о том, что его авторы потворствуют исламскому терроризму, играя на руку Талибану.
Комментируя деятельность Wikileaks по афганской проблеме, согласно оценкам BBC, президент США Барак Обама на пресс-конференции в 2010 году в Вашингтоне выразил определенное беспокойство в связи с утечкой секретной информации. Тем не менее, существенных опасений подробные сведения о боестолкновениях, с его точки зрения, не способны привести к фатальных последствиям, обрушив военную операцию и осложнив политическое регулирование в Афганистане.
Критический тон в отношении WikiLeaks продемонстрировала новая администрация США в лице вице-президента Майка Пенса, высказавшегося крайне отрицательно о роли Ассанжа в обнародовании секретной информации, во многом помешавшей успешному окончанию военной операции и политической стабилизации в Афганистане. Он обещал найти виновных в утечке и разглашении разведданных.